# Polo petrolchimico siracusano

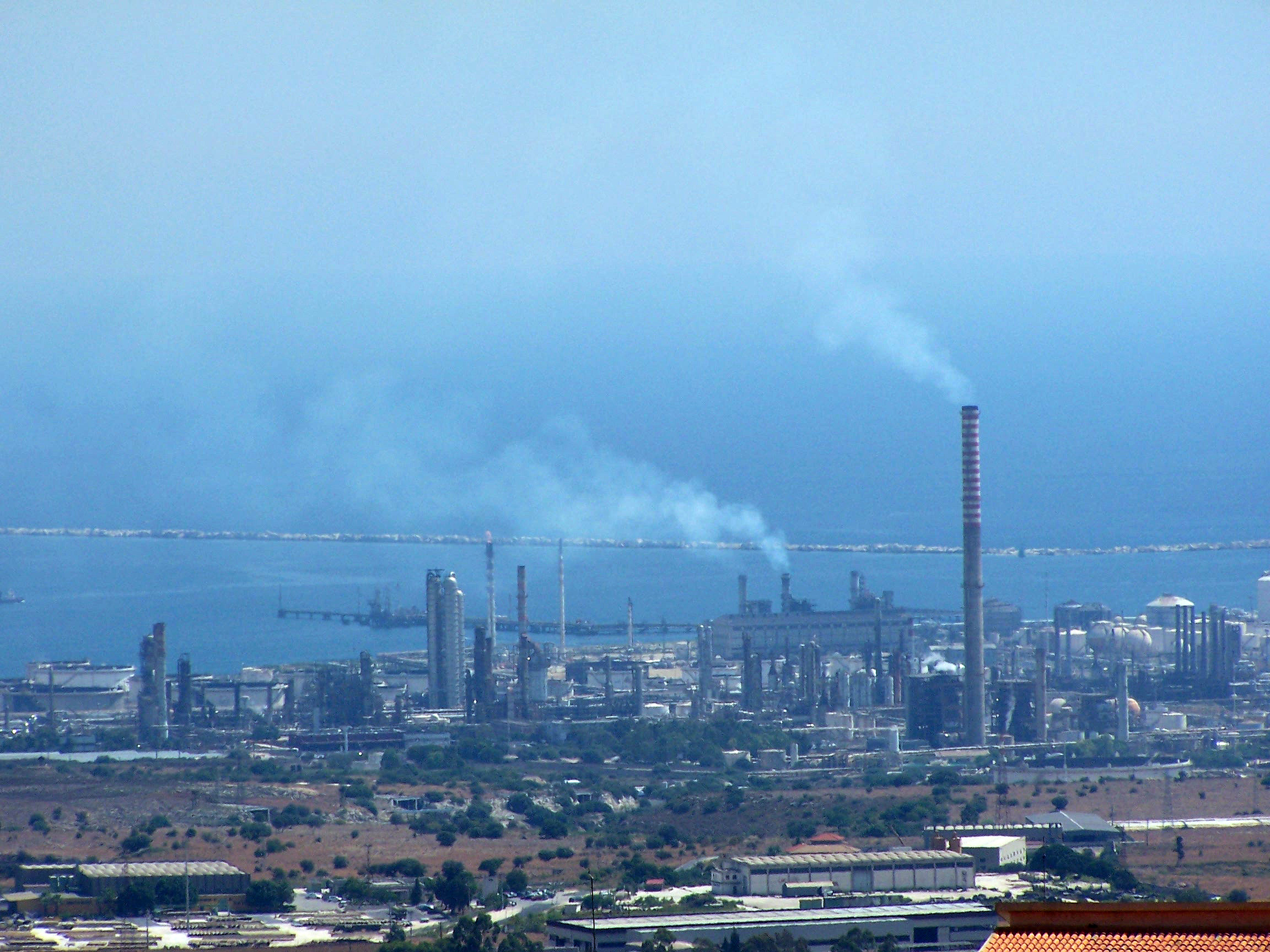
Il polo petrolchimico siracusano

Polo petrolchimico siracusano è l'espressione con cui viene definita la vasta area costiera industrializzata della Sicilia orientale compresa nel territorio del libero consorzio comunale di Siracusa, nei comuni di Augusta, Priolo Gargallo e Melilli giungendo fino alle porte di Siracusa.
Le attività preponderanti dell'insediamento sono la raffinazione del petrolio, la trasformazione dei suoi derivati e la produzione energetica.
A partire dalla metà degli anni ottanta le attività industriali si sono ridotte notevolmente determinando seri problemi di riconversione e la necessità di una bonifica del territorio. Nonostante ciò ad oggi il petrolchimico è il secondo più grande in Europa dopo quello di Rotterdam e produce il 30% del fabbisogno nazionale di idrocarburi.
Se si considerano le sue ramificazioni nella Sicilia orientale, il polo industriale risulta il più grande d’Europa è uno dei più grandi al mondo.

## Storia

### Premesse
Alla fine delle ostilità del secondo conflitto mondiale in Sicilia, la situazione economica e sociale si presentava più che disastrosa: al crollo dei consumi corrispondeva quello di ogni genere di produzione. Le operazioni alleate avevano interessato massicciamente tutta l'area siciliana in cui insistevano l'industria zolfifera e quella di produzione agricola, a partire dalla costa meridionale (gelese, ragusana e siracusana) attraverso l'interno in direzione nord-est abbracciando tutta l'area della Piana di Catania. I pesanti bombardamenti oltre a distruggere i mezzi di comunicazione avevano colpito molti impianti produttivi e le centrali elettriche dando il colpo di grazia alle società minerarie che erano attive per l'approvvigionamento di zolfo per l'industria bellica. A ciò si aggiungeva un panorama economico e sociale disarticolato e un settore industriale cresciuto in maniera frammentata frutto di politiche industriali poco calate nella realtà del territorio e delle sue potenzialità.
Affrontate le prime emergenze della ricostruzione, si iniziò a studiare il modo con cui far ripartire l'occupazione e trasformare l'economia siciliana.
Il 1º settembre 1944 studiosi ed esponenti dell'economia, in seguito a un Convegno tenuto presso la Direzione del Banco di Sicilia, misero le premesse affinché l'Alto Commissario per la Sicilia, Salvatore Aldisio, ottenesse dal governo centrale il D.L. 28 dicembre 1944 n. 416 istitutivo di una Sezione di Credito Industriale presso il Banco stesso per finanziamenti a medio e lungo termine per impianti industriali contro emissione di obbligazioni fino a un miliardo di lire. Oltre alla Sezione di Credito Industriale furono realizzate anche le sezioni di Credito Fondiario e di Credito Minerario.
Il decreto legislativo 1º novembre 1944, n. 367 permetteva finanziamenti di industrie per la ripresa economica della nazione in tutto il territorio nazionale, con proprie disponibilità, finanziamenti industriali fino a 25 miliardi di lire, di cui un miliardo riservato alla Sicilia, un gruppo di finanziamenti per riparazione danni bellici a industrie settentrionali. Nel 1947 il Banco erogò 3 miliardi di lire per il credito minerario, sovvenzionò oltre un miliardo per piccole industrie alimentari, meccaniche, metallurgiche, chimiche, navali e di trasporto e finanziò la costruzione della centrale termoelettrica di Messina della Società Generale Elettrica della Sicilia (SGES). In particolare si incrementarono i settori fondamentali dell'elettricità e del cemento. Venne in tal modo assorbita manodopera inoccupata e incrementato il reddito pro capite.
I dati disponibili allora sulle forze lavoro denotavano sia un aumento della disoccupazione, superiore in percentuale a quella della media nazionale, sia la presenza di popolazione attiva con una bassa redditività. Dal 1938 al 1951, in Sicilia il numero di addetti occupati nell'industria era inoltre diminuito di 4 183 unità.
Gli anni cinquanta si presentavano quindi con una situazione lavorativa molto preoccupante: la media degli occupati in agricoltura, nell'isola, risultava essere infatti di circa il 60% della forza lavoro con punte inferiori, del 46%, nelle aree afferenti alle due più grandi città e ciò contro una media nazionale del 42,4%.
La persistenza di grosse sacche di povertà, tra l'altro comuni a tutto il Mezzogiorno d'Italia, e l'economia povera conseguente all'agricoltura non specializzata furono le basi per cui venne promosso il piano di industrializzazione che, in Sicilia, si concretizzò con la costruzione di raffinerie di petrolio greggio e di impianti di produzione di derivati chimici del petrolio.
Si trattò di un aspetto nuovo dell'attività della Sezione di Credito Industriale del Banco di Sicilia; consistenti finanziamenti furono indirizzati ad industrie metalmeccaniche, edili (cementi, ceramica, del vetro), di raffinazione del petrolio e chimiche, cartiere e industrie tessili. 
L'industria chimica nasceva per supportare l'industria mineraria che era entrata in gravissima crisi dello zolfo e del sale. Tra le imprese finanziate nel periodo figura la RASIOM.
Gli investimenti pubblici, gli investimenti privati e le leggi regionali sugli idrocarburi resero possibile l'impianto del primo complesso di raffinazione ad Augusta già a partire dal 1949 (con inizio dell'attività l'anno dopo).
La scelta della Sicilia per gli impianti di raffinazione non fu casuale: già dall'anteguerra l'Agip aveva fatte ricerche petrolifere nel ragusano, poi abbandonate ma riprese nel 1946 dalla Gulf Oil Company del New Jersey. Nel 1954 iniziava l'attività estrattiva della Gulf Italia nell'area ragusana. Qualche anno dopo, nel vittoriese, anche la britannica BP ritrovava il petrolio e ugualmente avveniva nel gelese ad opera dell'Eni. Il fatto poi che la Sicilia sud orientale fosse sulla rotta del petrolio medio-orientale determinò dal punto di vista logistico la scelta di impiantare in tali zone i complessi di raffinazione.
A supporto ed integrazione dell'area, una dopo l'altra, nacquero tantissime altre aziende dell'indotto, anche grandi, come quelle della cantieristica per la costruzione di piattaforme petrolifere marine. Il dibattito sulle scelte da fare tuttavia fu piuttosto acceso tra coloro che vedevano nello sviluppo dell'agroalimentare la risorsa da propugnare e quelli come don Luigi Sturzo che si batteva per una industrializzazione spinta come fattore di crescita economica e dell'occupazione.

### Nascita del polo chimico
Il primo insediamento industriale nacque ad Augusta nel 1949 ad opera del cavaliere Angelo Moratti che impiantò un complesso di raffinazione del petrolio greggio che prese il nome di Rasiom dando occupazione a 650 dipendenti.
(Enzo Maiorca)
La produzione ebbe inizio nel 1950; nel 1954 iniziò ad arrivare via ferrovia il petrolio greggio estratto sull'altipiano ibleo. Fino al 1957, anno in cui venne attivato l'oleodotto che univa l'area di estrazione (Ragusa) e quella di raffinazione (Augusta) venivano impiegati tra 7 e 8 treni giornalieri di carri cisterna. La RASIOM aumentò la raffinazione successivamente fino a 8 milioni di tonnellate annue di greggio.
Il 17 gennaio 1959 entrò in funzione la centrale termoelettrica Tifeo di Augusta; ubicata in contrada Bufolaro, occupava una superficie di circa 150 000 m² e forniva a pieno regime una potenza di 210 MegaWatt con tre gruppi alimentati da olio combustibile proveniente, con un oleodotto, dalla Rasiom. Fu il risultato di un investimento di 17 miliardi di lire. In seguito venne acquisita dalla Società Generale Elettrica della Sicilia che la gestì fino alla nazionalizzazione dell'ENEL. La centrale venne realizzata nel rispetto degli standard più alti dell'epoca. Nel 1961 essa produceva quasi il 60% del fabbisogno regionale.
Con la Rasiom sorsero anche aziende di produzione e distribuzione di GPL quali la Liquigas, la Migas Sicilia e la Ilgas. Avvenne anche gradatamente lo sviluppo nell'area di tutto un indotto produttivo con le officine Grandis, la Sotis Cavi e la Siciltubi.
In contrada Targia sorse un indotto di fabbriche edili per sopperire alle richieste sempre più crescenti di materiali: il cementificio S.a.c.c.s. (Società Azionaria Calce e Cemento di Siracusa) con 120 addetti. Ma già nel 1955 era sorta la fabbrica della Eternit Siciliana per la produzione di manufatti in cemento e amianto, con 330 operai occupati. A supporto degli impianti vennero sviluppate anche le infrastrutture portuali che ampliarono il porto di Augusta.

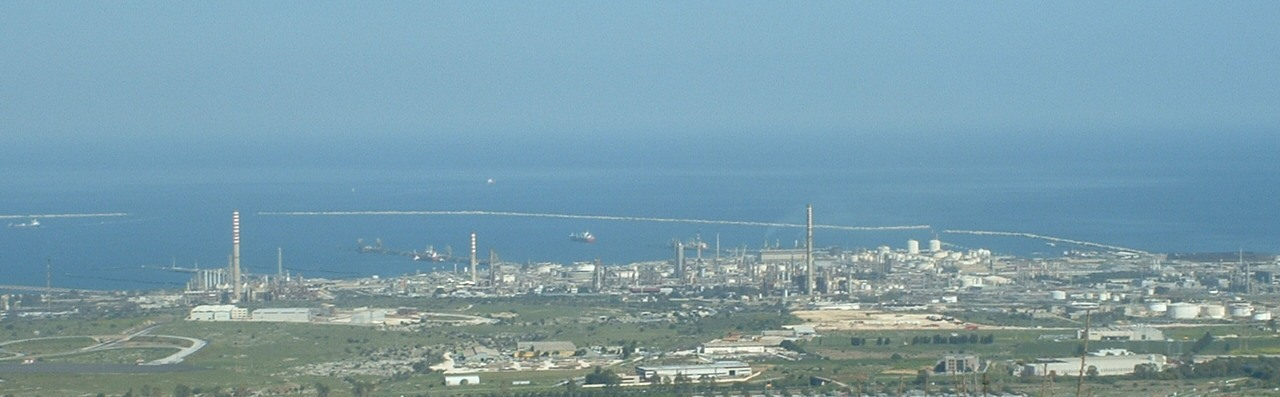
Lato sud del polo petrolchimico, visto da Melilli

Nel 1956 sul litorale di Priolo Gargallo, presso la rada di Augusta, nacque il complesso industriale della SINCAT (acronimo per Società Industriale Catanese) del gruppo Edison prendendo il posto di una premiata azienda agricola produttrice di frutta ma occupandone i lavoratori nella costruzione degli impianti. Il primo piano di investimento, per 9 miliardi di lire, concluso nel 1958 iniziò con l'impiegare circa 1 200 operai. La seconda fase di investimento, da 10 miliardi si concluse nel 1960; gli operai addetti erano divenuti 3 100 nel 1961 fino a raggiungere le 3 500 unità lavorative in seguito. La società si occupava di chimica inorganica con produzione di acido nitrico, acido fosforico e fertilizzanti; agli inizi degli anni sessanta la produzione di fertilizzanti raggiungeva le 800 000 t e quella di prodotti chimici le 500 000 t, inoltre un pontile di carico autogestito ne permetteva la movimentazione verso le navi da carico. A Megara, per le esigenze costruttive sorgeva lo stabilimento Cementerie di Megara che costruiva anche il proprio pontile sul mare per l'imbarco.
Il 1957 vide la nascita dell'importante stabilimento della CELENE S.p.A. per la produzione di prodotti chimici e di materie plastiche; era frutto di un rilevante investimento privato (29 miliardi di lire) di capitali nazionali (Edison) ed esteri (Union Carbide Corporation) che iniziò con l'occupazione di 400 dipendenti e in breve ne aumentò la consistenza a 600 unità. La CELENE operava in sinergia con la SINCAT che le forniva materie base quali il propilene e l'etilene.
Nel 1958 sorse anche la ESPESI, un'impresa bolognese a capitale privato, che si insediò a ridosso della penisola di Magnisi, per l'estrazione del bromo dalle acque marine con l'occupazione di circa 100 lavoratori.
Nel 1959 iniziava la sua produzione di ammoniaca, con uno stabilimento a Priolo, la Augusta Petrolchimica, del gruppo Montecatini, a cui la Rasiom forniva i sottoprodotti del petrolio. Nel 1960 impiegava 101 addetti per la produzione. Nel 1961 la Esso rilevò la raffineria Rasiom di Augusta ampliandone gli impianti alcuni anni dopo ed aprendo anche un processo produttivo di lubrificanti.
Nel 1962 si costituì, a Siracusa, la TECHNIDER (acr. di Tecnica idrocarburi e derivati), un'impresa a capitale privato, di servizi, supporto tecnico, progettazione e vendita di impianti petroliferi.
Nel 1973 di fronte alla Rasiom sorse la Liquichimica, divenuta poi Chimica Augusta, Enichem, Condea, infine acquisita dal gruppo sudafricano Sasol.
Nel 1975 entrò in funzione la nuova raffineria ISAB per la produzione di combustibili a basso tenore di zolfo.
Si aggiungeranno, uno dopo l'altro, la Co.ge.ma, la Centrale elettrica Enel di Marina di Melilli, l'ICAM (diventata poi Enichem Anic) e l'impianto per la produzione di polietilene dell'Enichem.
Il polo petrolchimico siracusano alle soglie degli anni ottanta del XX secolo aveva completamente saturato il territorio costiero dalla Baia di Augusta alla località di Targia. L'ultima realizzazione fu quella del pontile di Santa Panagia, il borgo ormai inglobato dall'espansione edilizia a nord della città di Siracusa.

### Ricadute economiche

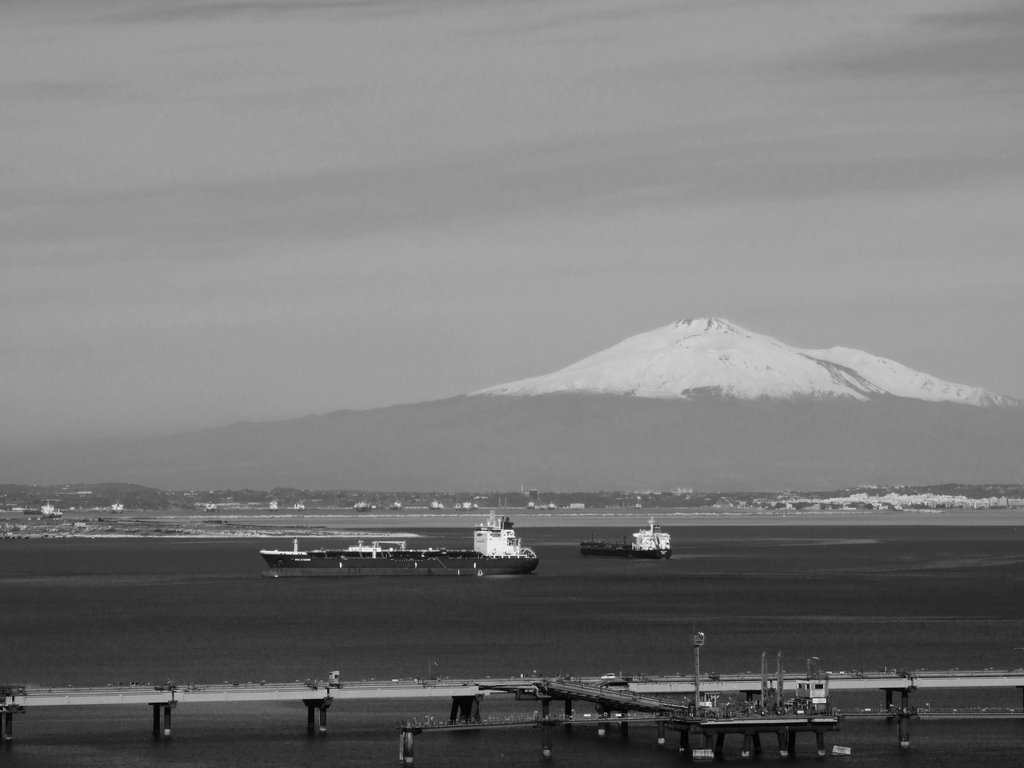
Pontile di Santa Panagia con navi petroliere alla fonda

Tra il 1956 e il 1959 l'area in questione fu oggetto di investimenti per un totale di 130 miliardi di lire i cui finanziamenti furono erogati dalle sezioni speciali degli istituti di credito regionali (Banco di Sicilia in testa); la provincia di Siracusa tra il 1954 e il 1963 ottenne il 37% dei finanziamenti complessivi regionali dell'Irfis.
Il reddito netto per abitante della provincia di Siracusa, nel decennio 1951-1961, passò da Lire 134.196 a Lire 327.168 con un tasso di incremento del 12% rispetto all'8,5% di quello del resto della Sicilia. Il numero di occupati nel decennio '51-'61 aumentò fino alla cifra di circa 13 000 unità, mentre i dati sull'occupazione complessiva tra 1951 e 1963 mostravano un aumento del 7,13%. Nella sua massima espansione gli stabilimenti e le infrastrutture industriali raggiunsero una copertura di 2700 ettari.
Tra le altre attività non petrolifere, ma al settore connesse come indotto, va ascritta la nascita nel 1984 del Consorzio Italoffshore per raggruppamento di numerose aziende in grado di svolgere in sinergia un programma chiavi in mano di costruzione, montaggio e fornitura di piattaforme petrolifere offshore, strutture in ferro del peso anche superiore a 30 000 tonnellate.
L'attività di costruzione ed assemblaggio è ad Augusta, con ancoraggio a Punta Cugno. Il consorzio ha costruito e fornito impianti per il Mediterraneo e per il mar del Nord. Fornisce anche il supporto per la trasformazione, l'adeguamento e la manutenzione di piattaforme in funzione. Dai cantieri di Punta Cugno è uscita Vega, la più grande piattaforma petrolifera fissa off-shore mai costruita in Italia. Atta a resistere alle condizioni ambientali più difficili e fornita delle tecnologie più avanzate è progettata per resistere al vento fino a 180 km/h, ad onde di 18 metri e terremoti fino al 9º grado Mercalli.
Complessivamente, nel ventennio '50-'70, si produssero circa 20.000 posti di lavoro con evidente aumento del livello di reddito medio e dei consumi.

### Nascita dell'ISAB e il caso Marina di Melilli
Lo scandalo scoppiò nel 1973 per la scoperta di un vasto giro di tangenti pagate dal petroliere Garrone per ottenere molte delle autorizzazioni per la costruzione della raffineria Isab (più di 2 miliardi di lire). Dietro pagamento le autorizzazioni in meno di 100 giorni (17 maggio 1971), dalle indagini della Guardia di Finanza si scoprì una sorta di libro paga nella casa del cognato di Riccardo Garrone, dove erano elencati tutti i nomi di coloro che avrebbero ricevuto tangenti. Tra i destinatari oltre agli esponenti della DC: Santi Nicita, poi prosciolto in appello, Giovanni Gioia, Nino Gullotti ex presidente della Provincia di Siracusa, l'assessorato all'Industria di Palermo, l'assessorato per lo sviluppo economico, il Psi ma anche il Pci e il quotidiano di Palermo l'Ora.
Marina di Melilli rappresenta nell'area del petrolchimico un caso a sé stante: si tratta, infatti, di un centro abitato nato quasi in conseguenza del petrolchimico e da esso stesso distrutto.
Fu a seguito del particolare contesto economico della zona limitrofa che si registrò, nella zona denominata "Fondaco nuovo", prima l'apertura di uno stabilimento balneare nel 1954 e in seguito, sempre di più, l'insediamento abitativo permanente di molte famiglie che costruirono le proprie case dando origine all'insediamento di Marina di Melilli. Gli abitanti tuttavia non avevano fatto i conti con i programmi industriali; nel 1970 iniziarono le pratiche e i progetti per la realizzazione dell'ultimo, grande complesso di raffinazione del petrolio denominato ISAB. Gli insediamenti iniziarono ad essere costruiti già nel 1973 circondando pian piano le zone abitate. Il successivo passo fu quello di convincere gli abitanti a trasferirsi dal luogo perché inquinato. Le resistenze furono fortissime ma a nulla valsero. Dietro pagamenti e promesse 180 famiglie, circa 800 abitanti in tutto, si dispersero nei centri circostanti. Il "caso Marina di Melilli" si chiuse nel 1979. Un solo abitante, Salvatore Gurreri, volle rimanere ad ogni costo. Fu trovato assassinato nel 1992.
La vicenda di Marina di Melilli costituisce, in parte, l'ambientazione di un romanzo del 1984 Col cielo addosso di Giovanni (Gianni) Giorgianni.

### Tra declino del polo e nuove prospettive

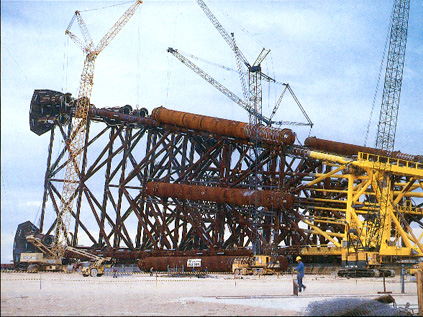
Punta Cugno: piattaforma petrolifera Vega A in costruzione

A partire dalla fine degli anni settanta iniziò la chiusura di diversi impianti e stabilimenti per il trasferimento dei vari cicli produttivi; il polo petrolchimico iniziava a presentare una sempre più bassa offerta occupazionale e poche concrete prospettive di sviluppo. Alcune tra le motivazioni, l'automazione dei cicli produttivi, la diminuzione dell'attività di raffinazione del greggio medio orientale sempre più raffinato in loco, la nascita di nuove raffinerie in Europa ma, sempre più la delocalizzazione degli impianti di trasformazione e l'entrata di Cina e India tra i paesi produttori a costi sostanzialmente più bassi.
Nasceva tuttavia l'altra ed ultima grande raffineria di Targia, la ISAB, che vedeva coinvolti vari finanziatori privati tra cui i Garrone di Genova.
Nel 1997 il controllo della ISAB veniva assunto interamente dai Garrone tramite la ERG. Nell'ottobre del 2002 un'ulteriore trasformazione societaria: la ERG Raffinerie Mediterranee, società partecipata al 72% da ERG e 28% da ENI, costituiva uno dei più grandi ed efficienti poli di raffinazione europei mediante l'unione e l'integrazione delle raffinerie, ISAB ed ex-AGIP di Priolo. L'integrazione venne attuata tramite oleodotti, interventi di adeguamento e miglioramento dell'efficienza produttiva nel rispetto della compatibilità ambientale.
Nel 2005 la società Ionio Gas S.r.l., costituita in misura paritetica da ERG Power & Gas S.p.A. e Shell Energy Italia S.r.l., assunse la progettazione di un terminale per la ricezione e la ri-gassificazione di gas naturale liquefatto da realizzare nel sito ISAB nord di Priolo.
Nel 2008 un accordo tra ERG e Lukoil veniva siglato per la costituzione di una Newco ISAB S.r.l. (partecipata al 51% da ERG Raffinerie Mediterranee e al 49% da LUKOIL). L'accordo, concluso il 1º dicembre 2008, conferiva alla Newco predetta il ramo di ERG Raffinerie Mediterranee della raffineria ISAB di Priolo.
Nel 2010 nell'area di Priolo Gargallo venne impiantata una centrale Enel innovativa denominata Archimede; si tratta di una centrale solare termodinamica per lo sfruttamento dell'energia solare per la produzione di energia elettrica pulita e rinnovabile. Il 14 luglio 2010 venne inaugurata.
A causa della crisi economica generale, la società Erg si venne a trovare in difficoltà economiche e annunciò la necessità di messa in mobilità di un grande numero di operai e della cessione di ulteriori quote proprietarie. Dopo aver ceduto l'80% delle quote alla società russa Lukoil, a fine 2013 le cedette il rimanente 20% delle sue quote della raffineria priolese. Lukoil subentrò così nella proprietà alla ditta italiana.
L'intento dichiarato dall'azienda russa era di voler investire ingenti capitali nel complesso industriale siracusano per elevarne gli standard qualitativi allo scopo di metterlo in linea con le normative più stringenti e di riavviarne la produzione in larga scala per riprendere le quote di mercato erose dalla concorrenza indiana e cinese.
Agli inizi del 2018 veniva indetta un'assemblea dei soci della Esso italiana al fine di sottoscrivere l'accordo di cessione della raffineria di Augusta e dei depositi di carburante annessi e a quelli di Palermo e Napoli, oltre agli oleodotti corrispondenti alla compagnia algerina Sonatrach. L'accordo veniva annunciato in aprile con la previsione di cessione entro la fine dell'anno e la salvaguardia dei 660 posti lavoro.
Nel maggio del 2019 il Prefetto di Siracusa ha emesso un'ordinanza in cui si vietano i blocchi delle portinerie degli stabilimenti produttivi moltiplicatisi negli ultimi anni a causa dei molti problemi occupazionali, questa decisione è stata contestata dai sindacati ma permane dopo la conferma del TAR di Catania che ne ha ritenuto valida la legittimità.
A seguito dell'Invasione russa dell'Ucraina del 2022, l'Unione Europea interviene varando una serie di sanzioni contro la Russia e le sue aziende. La raffineria ISAB Lukoil sin dall'inizio per evitare le sanzioni è costretta a lavorare esclusivamente petrolio russo. Il successivo varo del blocco all'importazione di petrolio russo determina il rischio di chiusura dello stabilimento e il licenziamento dei dipendenti e dei lavoratori dell'indotto. La preoccupazione per il futuro della raffineria e dell'indotto è tale che i sindacati organizzano uno sciopero per sensibilizzare la politica. Nel maggio del 2023 Lukoil cede la raffineria ai ciprioti di Goi Energy.

## Infrastrutture e territorio
L'impianto di un complesso industriale tanto invasivo non poteva non avere effetti modificativi del territorio occupato.
I primi impianti, sorti a sud della città di Augusta, si estesero su aree poco coltivate o a pascolo, fino a raggiungere l'agglomerato di Priolo Gargallo, al tempo solo frazione di Siracusa. Le strutture vennero disposte a partire dal termine dell'area portuale di Augusta inglobando al proprio interno il binario delle Ferrovie dello Stato fino alla stazione di Megara Giannalena. A supporto del trasporto di pendolari venne creata anche la fermata di Marcellino, proprio all'interno del complesso RASIOM, posta in corrispondenza del fiume omonimo.
Una prima modifica ambientale (foriera di conseguenze future) fu quella dell'imbrigliamento delle falde acquifere dei fiumi e torrenti incorporati per utilizzo industriale mentre gli stessi alvei vennero usati a scopo di scarico di acque reflue spesso molto calde. All'interno della SINCAT erano già previsti tra 20 e 25 pozzi di estrazione dell'acqua, di cui la zona era ricca.
Dalle stazioni ferroviarie di Megara, Priolo e successivamente di Targia furono stesi svariati chilometri di raccordi ferroviari (gestiti direttamente in proprio dalle aziende petrolifere) che adducevano i vagoni da movimentare alle dette stazioni; la sola SINCAT aveva steso 30 km di binari al proprio interno oltre a 24 km di strade asfaltate.
Venne realizzata una variante alla strada statale 114 che costeggiava tra Augusta e Targia tutta l'area industriale in quanto la vecchia viabilità, tortuosa e inefficiente non avrebbe permesso alcun incremento di traffico e di portata.
Il porto di Augusta venne di volta in volta esteso fino a raggiungere le porte di Siracusa con l'ultimo pontile di Santa Panagia occupando l'intera baia di Augusta. La costruzione delle varie dighe foranee ebbe effetti modificativi importanti sulle correnti marine accertati di volta in volta da indagini conoscitive private e, più recentemente pubbliche.
Negli anni ottanta la strada statale 114 è di nuovo stata integrata da un'ulteriore variante di tipo autostradale per far fronte alle difficoltà di traffico creata dalla promiscuità di traffico veicolare civile e turistico con quello industriale pesante. Tale variante (senza tuttavia alcun adeguamento strutturale) è oggi parte della cosiddetta Autostrada CT-SR.
La costruzione delle strutture industriali con i suoi km di tubazioni e intralicciature ha verosimilmente coperto alcune aree archeologiche non ancora scavate e ne ha inglobate altre come Megara, Stentinello e Thapsos rendendone difficile la fruizione.

## Tra piani di sviluppo e conversione; resistenze e opposizioni
Nella sua espansione massima, l'area del polo arrivò ad essere la più industrializzata della Sicilia, nonché tra le più vaste sia in Italia che in Europa.
Nel tempo tuttavia molte ditte hanno chiuso i battenti lasciando infrastrutture inquinanti in abbandono e sostanze di rifiuto da eliminare con possibili danni ambientali e una crescente disoccupazione. La pianificazione del futuro di complesso industriale così esteso è quindi ostacolato da numerosi problemi aperti: gli impianti dismessi occupano ampie aree e gli scarti di lavorazione palesi ed occulti richiedono ingenti investimenti per il loro riciclo, la loro neutralizzazione o il loro smaltimento. Uno dei maggiori problemi del polo è ancora quello del risanamento dell'ambiente; nonostante la Corte europea abbia sancito il principio che "chi inquina paga" le operazioni di per sé lunghe e costose delle bonifiche risanatorie vengono eseguite a rilento e a carico di fondi pubblici.
Da molti anni si discute di piani di bonifica dell'intera area industriale che hanno sortito solo interventi sparsi ma non un'azione estensiva.
È di pochi anni addietroil progetto sfumato di costruzione dell'impianto Recovan per la lavorazione di scarti di lavorazione industriale da cui estrarre mercurio e altre sostanze pericolose e inquinanti. A fronte di proposte e trattative da parte degli investitori, il comune di Melilli, competente nella concessione dei permessi, non ne ha dato il benestare adducendo come motivazione i presunti rischi connessi all'impianto.

## Critiche alla scelta del luogo
La zona industriale è stata costruita in una zona ricchissima di testimonianze archeologiche di immenso valore. Nell'area infatti insistono, ad esempio, la necropoli della cultura di Thapsos e i resti archeologici della città greca di Megara Hyblaea, tutti circondati e quasi inglobati dalle industrie. Uno dei maggiori torti subiti dall'area siracusana è stata infatti la deturpazione degli importanti siti archeologici di Megara Hyblaea, di Thapsos e di Stentinello di cui è depositaria la zona in virtù del suo ricco passato. Innegabile anche la profonda alterazione delle coste e dei fondali marini. La scelta di costruire il polo petrolchimico in una tale zona, ha avuto effetti fortemente negativi sul settore turistico.
Inoltre, non si può escludere a priori che sia anche avvenuta la distruzione di quanto era ancora sepolto e non noto all'epoca delle grandi costruzioni.

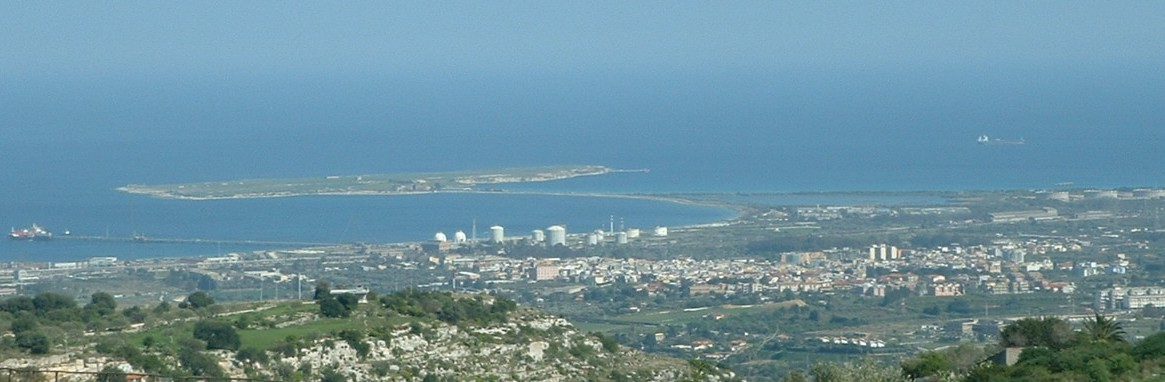
Penisola di Magnisi e raffinerie lungo la costa

L'area intermedia tra Priolo ed Augusta era sede di numerose attività agricole tra cui frutteti (agrumi, pesche, albicocche) che usufruivano dell'abbondanza d'acqua dell'area solcata da numerose cave (termine locale per fiume, torrente) oltre che dalle acque di falda. La bassa redditività dell'agricoltura tuttavia rese conveniente per molti la cessione dei propri terreni all'industria spesso in cambio del posto di lavoro assicurato.
Una tale concentrazione di strutture produttive provocò senza dubbio un rapido e costante effetto positivo su tutta l'economia, non solo locale e vi fu un incremento della popolazione per via dell'immigrazione interna indotta dalla richiesta di manodopera oltre a un consistente miglioramento del reddito pro capite. I piccoli centri abitati, al tempo solo frazioni tra le due città di Siracusa e di Augusta, si ingrandirono rapidamente. L'edilizia locale ebbe una grande espansione con impiego di molta manodopera per la costruzione di case e alloggi per le intere famiglie che si stabilivano via via quasi a ridosso delle ciminiere, ma in modo disordinato e selvaggio. Nasceva anche tutta una serie di attività collaterali ristorative e ricreative, negozi e rivendite. Nel 1979 il borgo agricolo di Priolo si costituì in comune autonomo con il nome di Priolo Gargallo, sviluppandosi essenzialmente verso i monti in quanto l'area costiera era tutta occupata da insediamenti industriali. La sua popolazione nel ventennio 1951-1971 crebbe da circa 6500 unità a quasi 10000.
Nonostante i molti gridi di allarme, fu solo nel 1990 che l'area venne dichiarata ad alto rischio di crisi ambientale. 
Il 17 gennaio 1995 veniva emanato un DPR che prevedeva la messa in opera di un "piano di disinquinamento del territorio della provincia di Siracusa-Sicilia orientale" con uno stanziamento, da parte del Ministero dell'Ambiente, di 51,6 milioni di Euro, trasferiti alla Regione Siciliana; da questa, 28,5 milioni per l'attuazione degli interventi, erano a sua volta trasferiti al Prefetto di Siracusa nella sua qualità di Commissario delegato. Il decreto dell'assessore regionale al territorio ed ambiente 189/GAB dell'11 luglio 2005 dichiarava ad "elevato rischio di crisi ambientale" i territori di Augusta, Priolo, Melilli, Siracusa, Floridia e Solarino riportando in mano alla Regione le competenze relative prima delegate.
Il Ministero dell'Ambiente (MATTM), con decreto direttoriale DEC/DSA/2005/00856 dell'8 agosto, istituì una Commissione istruttoria per la valutazione dello studio di sicurezza integrato d'area propedeutico ai piani d'intervento che concluse i lavori con un rapporto emesso il 9 maggio 2008; il rapporto presentava il quadro complessivo dell'area dal punto di vista della sicurezza, degli interventi operati, le criticità e le direttive da intraprendere.

## Effetti dell'inquinamento sull'ambiente e sulla popolazione

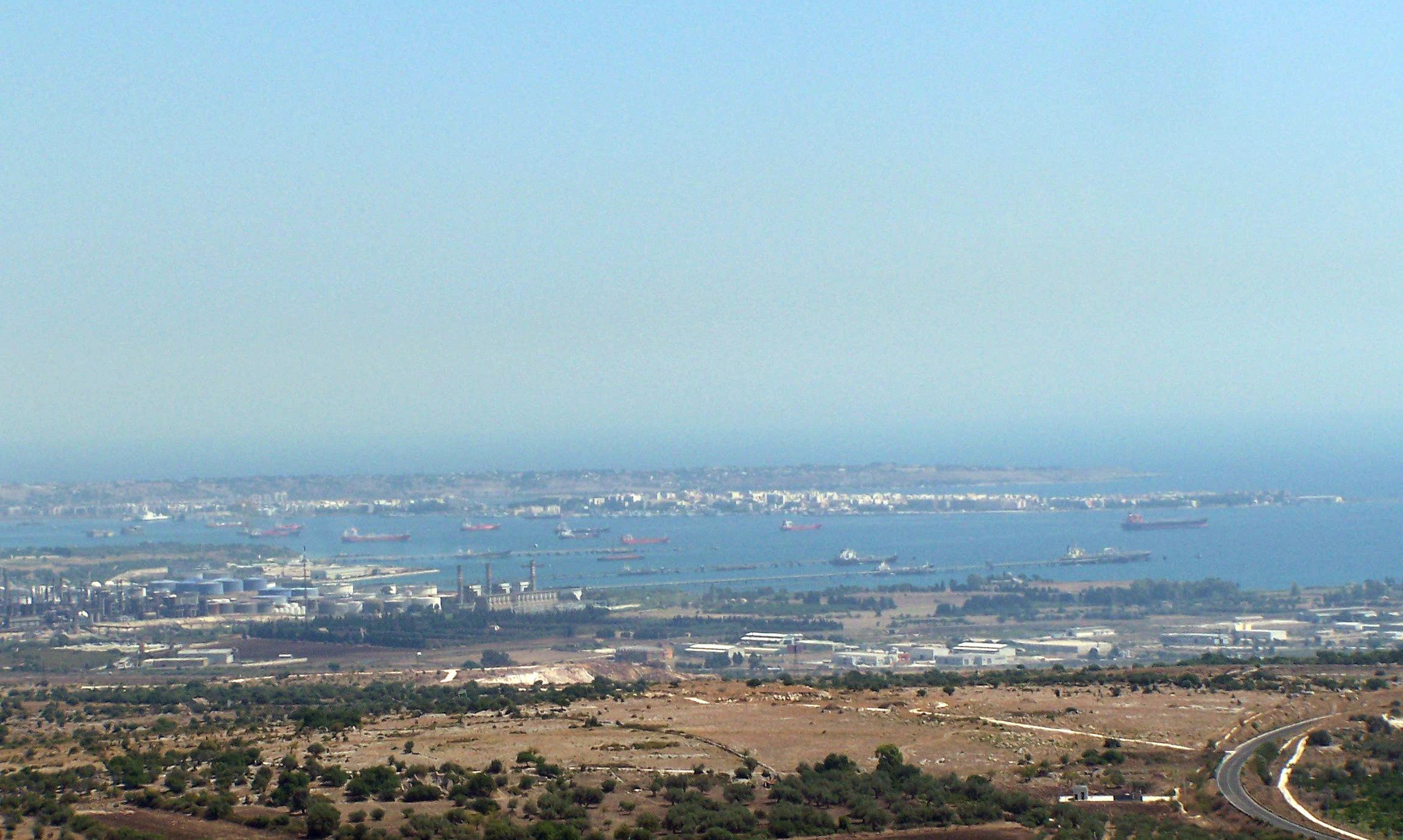
La baia e il porto di Augusta visti da Melilli

La nascita del "polo petrolchimico più grande d'Europa", se da un lato può considerarsi un obiettivo importante per la regione siciliana, ha però prodotto sin dall'inizio, in tempi piuttosto brevi, una serie di problemi anche a causa dell'assenza di consapevolezza ecologica, in generale nella società, e di leggi a tutela della salute delle popolazioni a contatto con le aree industriali. L'indiscriminato scarico di sostanze inquinanti nell'atmosfera, nel sottosuolo e nel mare ha finito col provocare uno squilibrio ecologico dell'intera area e del mare. Veri e propri disastri ambientali sono stati accertati o scoperti solo a grande distanza di tempo; è avvenuto l'inquinamento delle falde acquifere dell'area circostante ma anche il loro progressivo abbassamento a causa del pompaggio ininterrotto per gli impianti di raffreddamento. 
D'altra parte la Legge Merli, sull'inquinamento dei corpi idrici, fu emanata solo nel 1976.
La mancanza o carenza di normative di sicurezza fu anche concausa di incidenti, a volte anche ravvicinati, con incendi e esplosioni disastrose, emissioni improvvise di nubi maleodoranti e variamente colorate.
Quando vennero resi noti i pericoli legati all'amianto, la fabbrica Eternit alle porte di Siracusa venne chiusa senza prevedere a carico della società proprietaria la bonifica ambientale.
Molte cose non sarebbero avvenute senza i ritardi o le carenze della pubblica amministrazione; la legge 615 del 13 luglio 1966, cosiddetta anti smog, ebbe il suo regolamento attuativo solo nel 1971 ma i comuni dell'area, Augusta, Siracusa e Melilli vennero inseriti nella tabella A di pericolosità solo nel biennio 1975-76.
Studi ordinati in seguito a processi sulla mortalità ad Augusta per cause tumorali hanno evidenziato, per il periodo dal 1951 al 1980, il seguente aumento della mortalità rispetto alla media: tra 1951-55, dell'8,9%, tra 1976-80 del 23,7% per raggiungere punte del 29,9% nel 1980 con prevalenza di tumore polmonare nei maschi.
Dal 1980 ad Augusta cominciano le prime segnalazioni di nascita di bambini malformati: in quell'anno su 600 nati si ebbero 13 bambini con malformazioni congenite di diverso tipo, di cui sette non sono sopravvissuti. Dal 1980 al 1989 la percentuale dei nati malformati ad Augusta è stata dell'1,9% contro una media nazionale dell'1,54% e una percentuale per l'Italia meridionale dell'1,18%.
Nel decennio successivo, dal 1990 al 2000, la percentuale ad Augusta aumenta fino ad una media dell'intero decennio del 3,18% con un picco nell'anno 2000 con il 5,6% dei nati malformati.
Ad Augusta risulta un eccesso anche delle malformazioni genitali: negli anni 1980-1989 interessavano il 214 per mille dei nati (quando la media nazionale era del 100 per mille), mentre nel decennio 1990-2000 i casi sono aumentati al 303 per mille. In particolare, tra le malformazioni dell'apparato genitale, l'ipospadia nel periodo 1990-1998 in Augusta ha interessato il 132 per mille dei nati, contro un 79 per mille nella Sicilia Orientale.

In una recente informativa che riguarda tutte le aree pericolose d'Italia nell'area in oggetto risulta che: 

### Addetti al controllo della qualità dell'aria

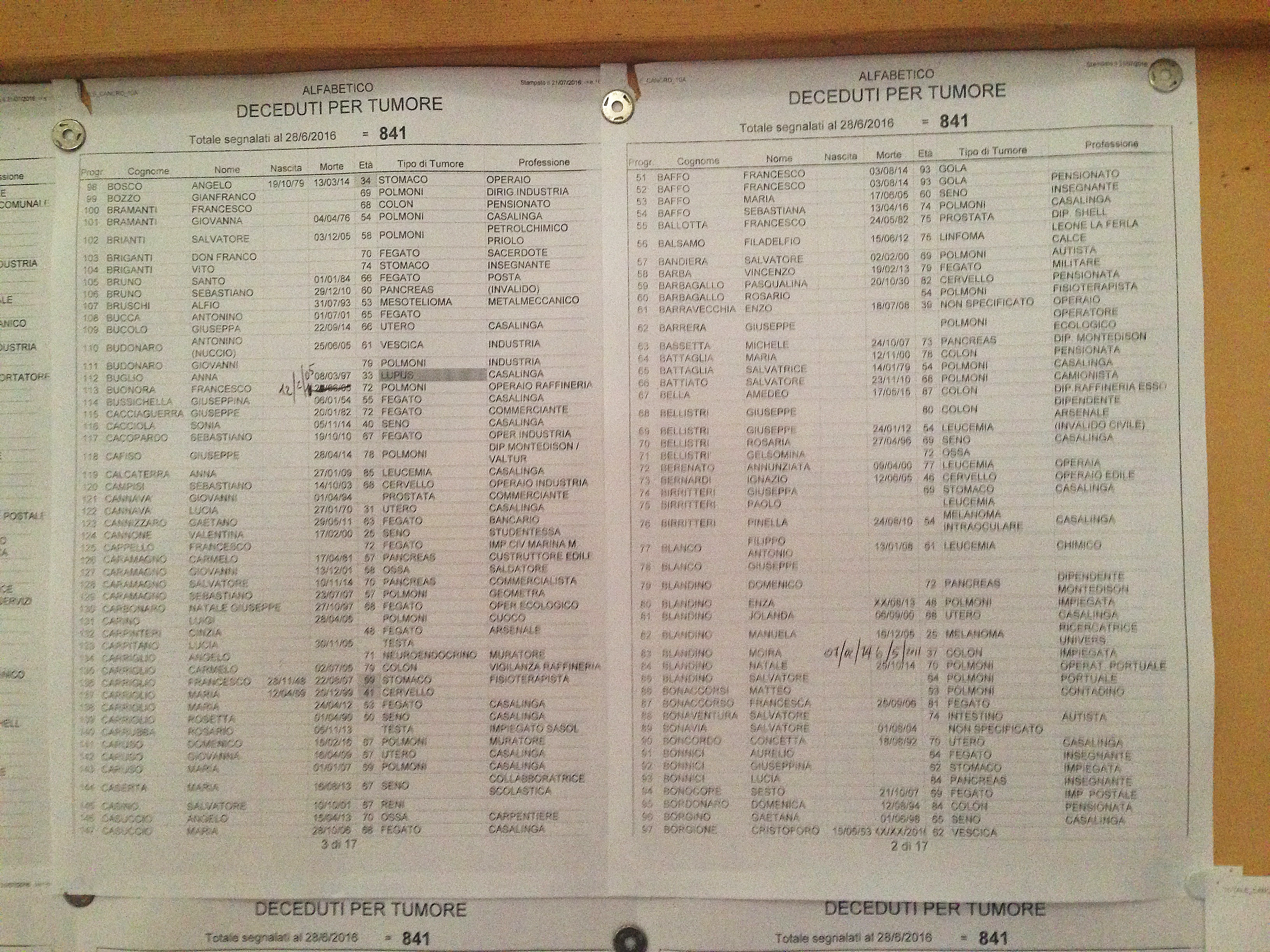
La lista dei morti di cancro nella Chiesa Madre di Augusta

A parte gli studi eseguiti sulla popolazione un fattore importante di controllo è legato alla rilevazione della qualità dell'aria. La rete di monitoraggio, nell'area del petrolchimico,  secondo quanto previsto dal DR del 16 giu 2006, è per la parte pubblica curata dal libero consorzio di Siracusa (ex Provincia regionale) e per la parte privata dal CIPA ed Enel, per un totale di 28 stazioni di monitoraggio che costituiscono la rete interconnessa. Il vantaggio di questo sistema è il continuo controllo e scambio di dati tra il pubblico e il privato, che prevede inoltre, un codice di autoregolamentazione delle emissioni ovvero delle soglie di intervento orarie volte a prevenire il superamento dei limiti annuali previsti dal Dlgs 155/10.

### L'inchiesta "Mare rosso"
L'inchiesta del 2002 da parte della Procura di Siracusa denominata "Mare rosso" prende il nome dal fenomeno osservato in mare, ossia della colorazione rossa delle acque a fronte dello sversamento di mercurio dall'impianto Cloro-Soda presso lo stabilimento Eni. Tale sversamento di mercurio è avvenuto in maniera continuativa dal 1958 al 1980 presso i tombini i quali scaricavano direttamente a mare, e secondo le ricostruzioni di archivio sarebbero state oltre 500 tonnellate di mercurio che si sono depositate nel fondale del porto di Augusta. Questo sversamento avrebbe comportato l'insorgenza di malformazioni dei neonati e aborti, correlazione che ha portato a risarcimenti da parte dell'Eni tra i 15 000 e 1 000 000 €, per un totale di ben 11 milioni di euro più le spese legali. Nel 2007 l’iter si conclude con l’archiviazione dell’inchiesta. Tuttavia nel 2019 Report scoprirà un collegamento tra il PM Musco e Piero Amara il quale avrà favorito l’archiviazione dell’inchiesta.
La presenza del mercurio è di per sé un problema perché comporta enormi difficoltà nella rimozione, per cui a tutt'oggi non si è giunti ad alcuna soluzione.

### Il sequestro del depuratore
Nel giugno 2022 la procura di Siracusa emette un atto di sequestro del depuratore consortile IAS, il depuratore sito a Priolo Gargallo che lavora le acque reflue provenienti dagli stabilimenti di tutto il polo. Il provvedimento è avvenuto a causa del fatto che l’impianto non è in regola con le leggi ambientali e non è in realtà in grado di lavorare e smaltire i reflui oleosi. La procura ha quindi accertato che negli anni si sono sversate in mare acque inquinate creando un danno ambientale enorme. Il provvedimento ha fatto scattare anche la sospensione dalle funzioni da parte dei vari dirigenti coinvolti.

## Gli incidenti
La complessità delle operazioni e la rischiosità di altre, la manipolazione di prodotti pericolosi o tossici hanno prodotto molteplici incidenti sul lavoro spesso nefasti per le persone coinvolte:
- Il 25 gennaio 1959 presso la RA.SI.O.M. muore un operaio per le ustioni riportate durante i lavori di manutenzione di una colonna.
- Il 29 settembre 1965 alla S.IN.CAT esplode un serbatoio di acido solforico provocando la morte di due lavoratori.
- Il 4 agosto 1971 durante una fase di carico di benzina si incendiano due navi al pontile ESSO. Moriranno sei persone e diversi feriti, il pontile verrà distrutto.
- Il 23 novembre 1971 alla raffineria ESSO durante una bonifica sei operai rimangono intossicati da piombo tetraetile. Alcuni di essi moriranno in ospedale.
- Nella notte tra il 23 e il 24 novembre 1971 alla S.IN.CAT un incendio causa quattro feriti.
- Il 7 agosto 1973 nello stabilimento della Liquichimica un operaio muore intossicato da vapori di acido solforico.
- Nella notte del 12 novembre 1979 alla Montedison un'esplosione causa tre morti e due feriti.[78]
- Il 19 maggio 1985 l'esplosione all'ICAM di due serbatoi di etilene[79] è causa di un grave incidente: 2 feriti ed un morto per infarto.[80]
- Il 25 maggio 1985 durante i lavori di manutenzione di una colonna alla RA.SI.O.M muore un operaio per le ustioni riportate.
- Il 19 gennaio 1988 un incendio allo stabilimento Enichem causa un morto.
- Estate 2000 per l'esplosione di un serbatoio muore l'operaio Sebastiano Sortino.[81]
- Il 30 aprile 2006 un grave incendio si verifica alla raffineria ERG ISAB Impianti Nord di Priolo per la fuoriuscita di idrocarburi. L'incendio di vaste proporzioni provoca il ferimento di alcuni vigili del fuoco. L'area interessata viene sottoposta a sequestro disposto dalla Procura della Repubblica di Siracusa per l'accertamento delle cause.[82]
- 13 ottobre 2008 esplosione in un turbogas presso la Isab Energy, un operaio ferito.
- Il 5 novembre 2008 una fuga di anidride solforica all'ERG provoca l'intossicazione di venti operai.
- Il 7 novembre 2008 durante le operazioni di carico in una nave cisterna, centinaia di litri di olio combustibile finiscono in mare nel pontile 19 della raffineria ISAB ERG nord.[83]
- Il 9 giugno 2011 presso l'impianto TAS della ERG Nord avviene un'esplosione; segue l'incendio di una vasca di deoleazione. L'esplosione ferisce in maniera non grave tre operai di una ditta esterna.[84]
- Il 20 dicembre 2011 incendio di un serbatoio di oli pesanti presso ISAB Impianti Nord. L'incendio ha prodotto una nuvola di fumo nero, ma nessun danno a persone.
- Il 22 maggio 2013 presso lo stabilimento Isab Nord impianto CR27 muore l’operatore Salvatore Ganci investito da una nube di idrogeno solforato.[85]
- Il 26 febbraio 2014 presso lo stabilimento Isab Sud, impianto 500 power former, intorno alle ore 18:00, è scoppiato un compressore con forte boato. La visione di alte fiammate ha allarmato gli abitanti dei centri abitati più vicini: Priolo Gargallo, Città Giardino, Belvedere, Siracusa.[86][87] I vigili del fuoco sono riusciti a domare le fiamme. L'impianto è stato fermato; la magistratura ha aperto un'inchiesta per capire la dinamica dell'esplosione.[88]
- Il 9 settembre 2015 presso lo stabilimento Versalis (ex eni) due operai di una ditta esterna perdono la vita per delle esalazioni di etilene sprigionate da un pozzo in cui dovevano lavorare.[89]
- Il 26 settembre 2022 presso lo stabilimento Isab Sud impianto 100 un incendio coinvolge due operai di una ditta esterna ferendoli.[90]
- Il 12 aprile 2025 presso lo stabilimento Sonatrach un'esplosione coinvolge due operai che rimangono ustionati e l'impianto viene sequestato.[91]

## Il recupero ambientale possibile

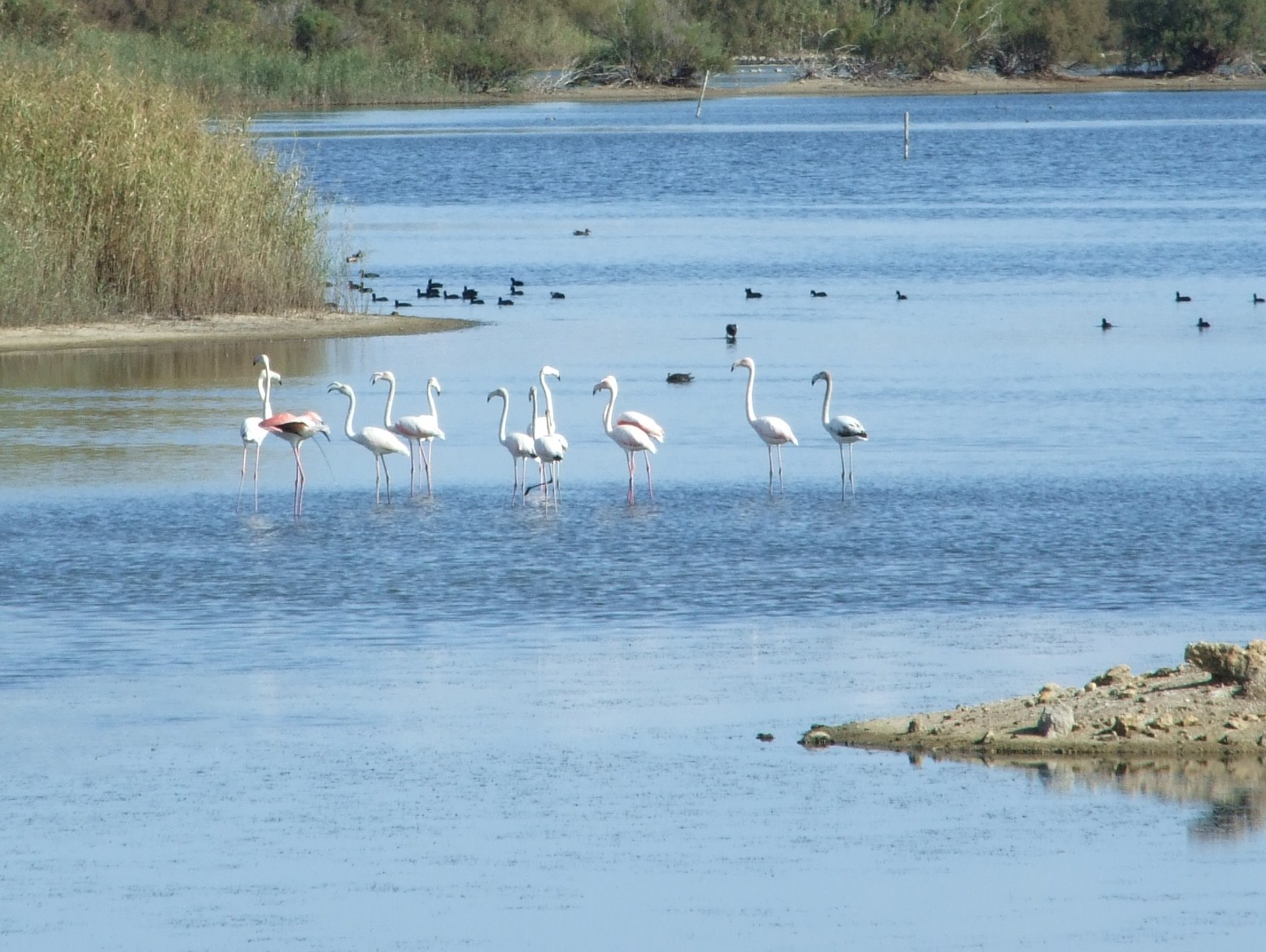
Immagine della riserva

Nonostante la frammentarietà delle operazioni di bonifica ambientale del passato gli anni duemila hanno portato alcuni risultati positivi; uno di questi è la Riserva naturale orientata Saline di Priolo istituita il 28 dicembre del 2000 per la salvaguardia dell'avifauna migratoria e stanziale che fruisce dei bacini nei quali era impiantata la dismessa salina. La gestione dell'area è stata affidata alla LIPU. La creazione della riserva ha fruito della collaborazione di alcune tra le aziende del polo; il contributo della ERG ha permesso di realizzare un sentiero di accesso fruibile anche dai disabili. Un oleodotto dismesso è stato smantellato in collaborazione tra ENIMed, proprietario, già impegnato nelle operazioni di bonifica e l'Assessorato regionale al Territorio e Ambiente.
Il 21 luglio 2017 il Gip su richiesta della Procura di Siracusa ha posto sotto sequestro la raffineria Esso e le raffinerie ISAB sud e nord intimando di fornire un adeguato cronoprogramma di interventi volti a ridurre sensibilmente le emissioni gassose dagli impianti e dai pontili. La richiesta nasce dalle continue denunce giunte alla procura in merito ai cattivi odori e all'inquinamento ambientale nella provincia di Siracusa. L'intervento della magistratura in tal senso è da considerarsi come una presa di posizione forte di protezione ambientale e sulla popolazione per quanto sia stato criticato il fatto che la Procura non abbia valutato delle azioni anche per l'impianto di depurazione IAS.

## Elenco degli impianti

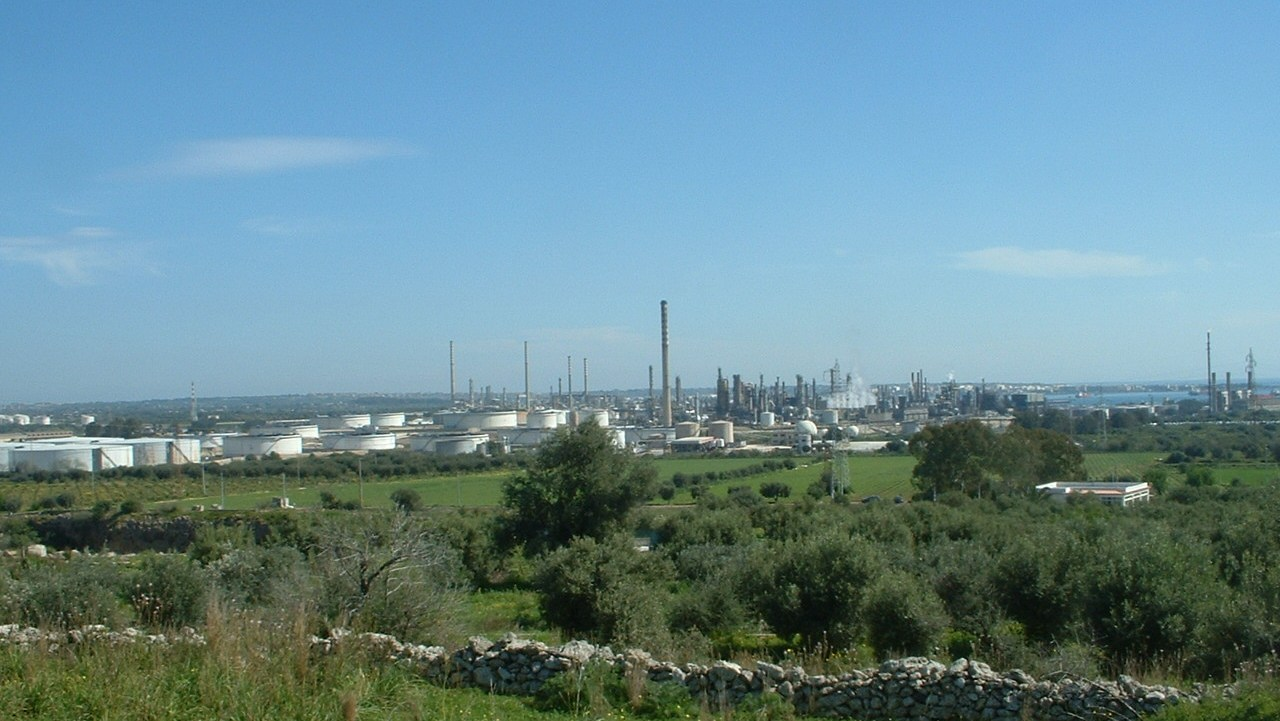
La raffineria Sonatrach di Augusta

### Raffinerie
- Sonatrach (ex Esso)
- Raffineria ISAB impianti sud e nord (ex ERG e AGIP e ISAB)

### Impianti chimici
- eni versalis
- Sasol
- eni rewind (ex EniChem Augusta Spa)

### Altri impianti
- Impianto di gassificazione e cogenerazione Isab Energy
- Air Liquide Italia Produzione, industria per la produzione di gas liquidi
- Fabbrica di magnesite Sardamag (inattiva)
- Cementeria Augusta
- Depuratore di reflui industriali e civili IAS
- Centrale elettrica Enel Archimede

### Pontili
- Pontile Santa Panagia
- Pontile Ex Agip

## Nella cultura popolare
Il romanzo Il nome di Marina di Roselina Salemi del 2005 racconta la cancellazione di Marina di Melilli e l’arrivo delle industrie.
Il film di Ermanno Olmi I fidanzati del 1963 racconta l’emigrazione di un operaio milanese mandato in Sicilia, in una delle società del petrolchimico.

### Documentari
- Toxicily di Alfonso Pinto e François-Xavier Destors, 2023.[96][97]